# کلاه‌کاکلی ریش‌دار
کلاه‌کاکلی‌های ریش‌دار (نام علمی: Oxypogon) یک سرده مگس‌مرغ از خانوادهٔ مگس‌مرغان است و در کلمبیا و ونزوئلا یافت می‌شود. زیستگاه طبیعی اولیه آن علفزارهای نیمه‌گرمسیری یا گرمسیری با ارتفاع بالا است که به نام پارامو شناخته می‌شود. این سرده چهار گونه دارد.
همهٔ گونه‌ها اغلب روی تخته‌سنگ‌ها نشسته و بین درختچه‌های کم‌گل پرواز می‌کنند و از گل‌های سردهٔ Espeletia، ساق عروس، Siphocampylus Castilleja و ازمکی بازدید می‌کنند.
همه گونه‌ها در طول فصل بارندگی زادآوری می‌کنند و در گل مروارید Espeletia یا از مواد گیاهی گل مروارید در یک صخره یا کرانۀ رودخانه آشیانه می‌سازند.